# Ottone di Brunswick-Lüneburg
Ottone di Brunswick-Lüneburg, della stirpe dei Guelfi (Germania, 1247 circa – Hildesheim, 4 luglio 1279), è stato un vescovo cattolico tedesco. 
Resse la diocesi di Hildesheim come Ottone I dal 1260 alla morte.

## Biografia
Figlio del duca Ottone il Fanciullo e di Matilda del Brandeburgo, fu eletto, ancora minorenne, al capitolo del duomo come successore di Giovanni di Brakel (9 ottobre 1260). Quattro anni dopo, l'elezione venne ratificata dal papa, e nel 1274 Ottone fu consacrato vescovo.
Sotto il suo episcopato ricade l'acquisto da parte della diocesi di molte accessioni, fra le quali la contea e il castello dei conti di Wohldenberg. Ottone risiedette di frequente al castello di Poppenburg, da dove emise alcuni suoi atti. All'epoca, i vescovi di Hildesheim ne erano divenuti comproprietari, e il conte Wedekind di Poppenburg necessitava del loro assenso per svolgere i propri affari. Nel frattempo Ottone offrì al conte in feudo il castello, la città e la contea di Peine. In questo modo Peine restò assoggettata alla sfera d'influenza del vescovado di Hildesheim e divenne luogo di mercato. Alla morte di Wedekind (1275) e di sua moglie Oda di Hohenbüchen (1276), la situazione giuridica esistente determinò il consolidamento delle proprietà di Poppenburg in capo alla signoria dei vescovi di Hildesheim.
Questa composizione determinò però un aperto conflitto fra Ottone e il fratello duca Alberto, dopo una prima rottura con l'altro fratello Giovanni. Alberto sollevava pretese su cinque borghi del Salzgau sui quali Ottone aveva acquistato le prerogative comitali. Quando il margravio Ottone del Brandeburgo, in veste d'arbitro, li ebbe assegnati ad Alberto, tra i fratelli deflagrò la guerra. Invano Giovanni premette sul vescovo, perché i due fratelli si riconciliassero, e gli conquistò l'alleanza degli arcivescovi di Magdeburgo e Brema. Alla morte di Giovanni (1277), Alberto ottenne la tutela dei figli di lui. Ciò nonostante la curia proseguì il conflitto, ma infruttuosamente e perdendo nel 1279 lo stesso castello di Campen. Alberto conquistò Sarstedt e Gronau, catturando anche numerosi ministeriali del vescovado. Mosse infine all'assalto di Hildesheim, dove l'espugnazione della cinta muraria fu impedita solo da un violento acquazzone. Nella morsa di queste avversità Ottone morì, all'età di trentadue anni.

## Genealogia episcopale
La genealogia episcopale è:
- Papa Alessandro IV
- Arcivescovo Werner von Eppenstein
- Vescovo Ottone di Brunswick-Lüneburg

## Ascendenza
|                                |                         |                          | Genitori                 |  |  | Nonni |  |  | Bisnonni        |  |  | Trisnonni           |  |
|                                |                         |                          |                          |  |  |       |  |  | Enrico il Leone |  |  | Enrico X di Baviera |  |
|                                |                         |                          |                          |  |  |       |  |  | Enrico il Leone |  |  | Enrico X di Baviera |  |
|                                |                         | Gertrude di Sassonia     |                          |  |  |       |  |  | Enrico il Leone |  |  |                     |  |
| Guglielmo di Winchester        |                         |                          |                          |  |  |       |  |  | Enrico il Leone |  |  |                     |  |
|                                |                         | Matilde d'Inghilterra    | Enrico II d'Inghilterra  |  |  |       |  |  |                 |  |  |                     |  |
|                                |                         | Matilde d'Inghilterra    | Enrico II d'Inghilterra  |  |  |       |  |  |                 |  |  |                     |  |
|                                |                         | Matilde d'Inghilterra    | Eleonora d'Aquitania     |  |  |       |  |  |                 |  |  |                     |  |
| Ottone I di Brunswick-Lüneburg |                         | Matilde d'Inghilterra    |                          |  |  |       |  |  |                 |  |  |                     |  |
|                                |                         | Valdemaro I di Danimarca | Canuto Lavard            |  |  |       |  |  |                 |  |  |                     |  |
|                                |                         | Valdemaro I di Danimarca | Canuto Lavard            |  |  |       |  |  |                 |  |  |                     |  |
|                                |                         | Valdemaro I di Danimarca | Ingeborg di Kiev         |  |  |       |  |  |                 |  |  |                     |  |
| Elena di Danimarca             |                         | Valdemaro I di Danimarca |                          |  |  |       |  |  |                 |  |  |                     |  |
|                                |                         | Sofia di Minsk           | Volodar Glebovič di Kiev |  |  |       |  |  |                 |  |  |                     |  |
|                                |                         | Sofia di Minsk           | Volodar Glebovič di Kiev |  |  |       |  |  |                 |  |  |                     |  |
|                                |                         | Sofia di Minsk           | Richenza di Polonia      |  |  |       |  |  |                 |  |  |                     |  |
| Ottone di Brunswick-Lüneburg   |                         | Sofia di Minsk           |                          |  |  |       |  |  |                 |  |  |                     |  |
|                                | Ottone I di Brandeburgo | Alberto I di Brandeburgo |                          |  |  |       |  |  |                 |  |  |                     |  |
|                                | Ottone I di Brandeburgo | Alberto I di Brandeburgo |                          |  |  |       |  |  |                 |  |  |                     |  |
|                                | Ottone I di Brandeburgo | Sofia di Winzenburg      |                          |  |  |       |  |  |                 |  |  |                     |  |
| Alberto II di Brandeburgo      | Ottone I di Brandeburgo |                          |                          |  |  |       |  |  |                 |  |  |                     |  |
|                                |                         | Giuditta di Polonia      | Boleslao III di Polonia  |  |  |       |  |  |                 |  |  |                     |  |
|                                |                         | Giuditta di Polonia      | Boleslao III di Polonia  |  |  |       |  |  |                 |  |  |                     |  |
|                                |                         | Giuditta di Polonia      | Salomea di Berg          |  |  |       |  |  |                 |  |  |                     |  |
| Matilda del Brandeburgo        |                         | Giuditta di Polonia      |                          |  |  |       |  |  |                 |  |  |                     |  |
|                                |                         | Corrado II di Lusazia    | Dedi III di Lusazia      |  |  |       |  |  |                 |  |  |                     |  |
|                                |                         | Corrado II di Lusazia    | Dedi III di Lusazia      |  |  |       |  |  |                 |  |  |                     |  |
|                                |                         | Corrado II di Lusazia    | Matilde di Heinsberg     |  |  |       |  |  |                 |  |  |                     |  |
| Matilda di Lusazia             |                         | Corrado II di Lusazia    |                          |  |  |       |  |  |                 |  |  |                     |  |
|                                |                         | Elzbieta di Polonia      | Miecislao III di Polonia |  |  |       |  |  |                 |  |  |                     |  |
|                                |                         | Elzbieta di Polonia      | Miecislao III di Polonia |  |  |       |  |  |                 |  |  |                     |  |
|                                |                         | Elzbieta di Polonia      | …                        |  |  |       |  |  |                 |  |  |                     |  |
|                                |                         | Elzbieta di Polonia      |                          |  |  |       |  |  |                 |  |  |                     |  |